# Pholcus linfen
Espèce
Pholcus linfen est une espèce d'araignées aranéomorphes de la famille des Pholcidae.

## Distribution
Cette espèce est endémique du Shanxi en Chine,. Elle se rencontre dans le xian de Ji.

## Description
Le mâle holotype mesure 4,90 mm et la femelle paratype 4,79 mm.

## Systématique et taxinomie
Cette espèce a été décrite par Zhao, Li et Yao en 2023.

## Étymologie
Son nom d'espèce lui a été donné en référence au lieu de sa découverte, Linfen.

## Publication originale
- Zhao, Yang, Zou, Ali, Li & Yao, 2023 : « Diversity of Pholcus spiders (Araneae: Pholcidae) in China's Lüliang Mountains: an integrated morphological and molecular approach. » Insects, vol. 14, no 4, 364, p. 1-34.